# Marcin Stanisław Limont
Marcin Stanisław Limont herbu Limont – kasztelan witebski od 1667 roku, sędzia ziemski lidzki w latach 1649–1667/1668, podsędek lidzki w latach 1643–1649, wójt lidzki w 1640 roku, pisarz ziemski lidzki w latach 1639–1643.
Na sejmie 1658 roku wyznaczony z Koła Poselskiego komisarzem do zapłaty wojsku Wielkiego Księstwa Litewskiego. Poseł na sejm 1662 roku z powiatu lidzkiego. Na sejmie 1662 roku wyznaczony z Koła Poselskiego komisarzem do zapłaty wojsku Wielkiego Księstwa Litewskiego. Poseł sejmiku lidzkiego powiatu lidzkiego na sejm jesienny 1666 roku.
Był elektorem Michała Korybuta Wiśniowieckiego z województwa witebskiego w 1669 roku, podpisał jego pacta conventa. 